# Битва за Хендерсон-Филд
Битва за Хендерсон-Филд, или Битва у Хендерсон-Филд, или Битва у мыса Лунга — ряд боёв, произошедших 23—26 октября 1942 года в районе  острова Гуадалканал в ходе боевых действий на Тихом океане во время Второй мировой войны между силами японской армии и флота с одной стороны и морской пехотой армии США, с другой. Сражение стало третьим и последним крупным сухопутным наступлением японских войск во время Гуадалканальской кампании.
В этой битве силы морской пехоты и армии США под общим командованием генерал-майора Александера Вандегрифта успешно отразили атаку японской 17-й армии под командованием генерал-лейтенанта Харукити Хякутакэ. Американские войска обороняли периметр вокруг мыса Лунга, защищая аэродром Хендерсон-Филд на Гуадалканале, который был захвачен у японцев войсками Союзников при высадке на Гуадалканале 7 августа 1942 года. Войска Хякутакэ были посланы на Гуадалканал в ответ на высадку Союзников с задачей вернуть аэродром и сбросить войска Союзников с острова.
Солдаты Хякутакэ предприняли целый ряд попыток атаковать в течение трёх дней в различных местах в районе периметра Лунга, но все атаки были отражены с большими потерями для наступающих. В то же самое время самолёты Союзников с Хендерсон-Филд успешно защитили позиции американских войск на Гуадалканале от атак японских самолётов и кораблей.
Сражение завершило последнюю крупную наступательную операцию японских войск на Гуадалканале. Последующая попытка доставить крупные подкрепления провалилась во время морского сражения за Гуадалканал в ноябре 1942 года, Япония потерпела поражение в кампании и успешно вывезла большую часть оставшихся солдат с острова во время эвакуации в первую неделю февраля 1943 года.

## Предыстория

### Гуадалканальская кампания
7 августа 1942 года вооруженные силы Союзников (по большей части США) высадились на Гуадалканале, Тулаги и Флоридских островах в архипелаге Соломоновых островов. Целью десанта было не дать использовать их для строительства японских баз, которые бы угрожали транспортным потокам между США и Австралией, а также создание плацдарма для кампании по изоляции главной японской базы в Рабауле и поддержка сухопутных сил союзников в Новогвинейской кампании. Гуадалканальская кампания продлилась шесть месяцев.
Неожиданно для японских войск на рассвете 8 августа их атаковали войска Союзников под командованием генерал-лейтенанта Александера Вандегрифта, главным образом американская морская пехота, высадившаяся на Тулаги и ближайших небольших островах, а также у строящегося японского аэродрома у мыса Лунга на Гуадалканале (позднее достроенного и названного Хендерсон-Филд). Авиация Союзников, базировавшаяся на Гуадалканале, получила название «ВВС Кактуса» (CAF) по кодовому названию Союзников Гуадалканала. Для защиты аэродрома морские пехотинцы США создали оборонный периметр вокруг мыса Лунга.
В ответ Генеральный штаб Вооружённых сил Японии отправил подразделения японской 17-й армии, корпус, базировавшийся в Рабауле, под командованием генерал-лейтенанта Харукити Хякутакэ, с приказом вернуть контроль над Гуадалканалом. Подразделения японской 17-й армии начали прибывать на Гуадалканал 19 августа.

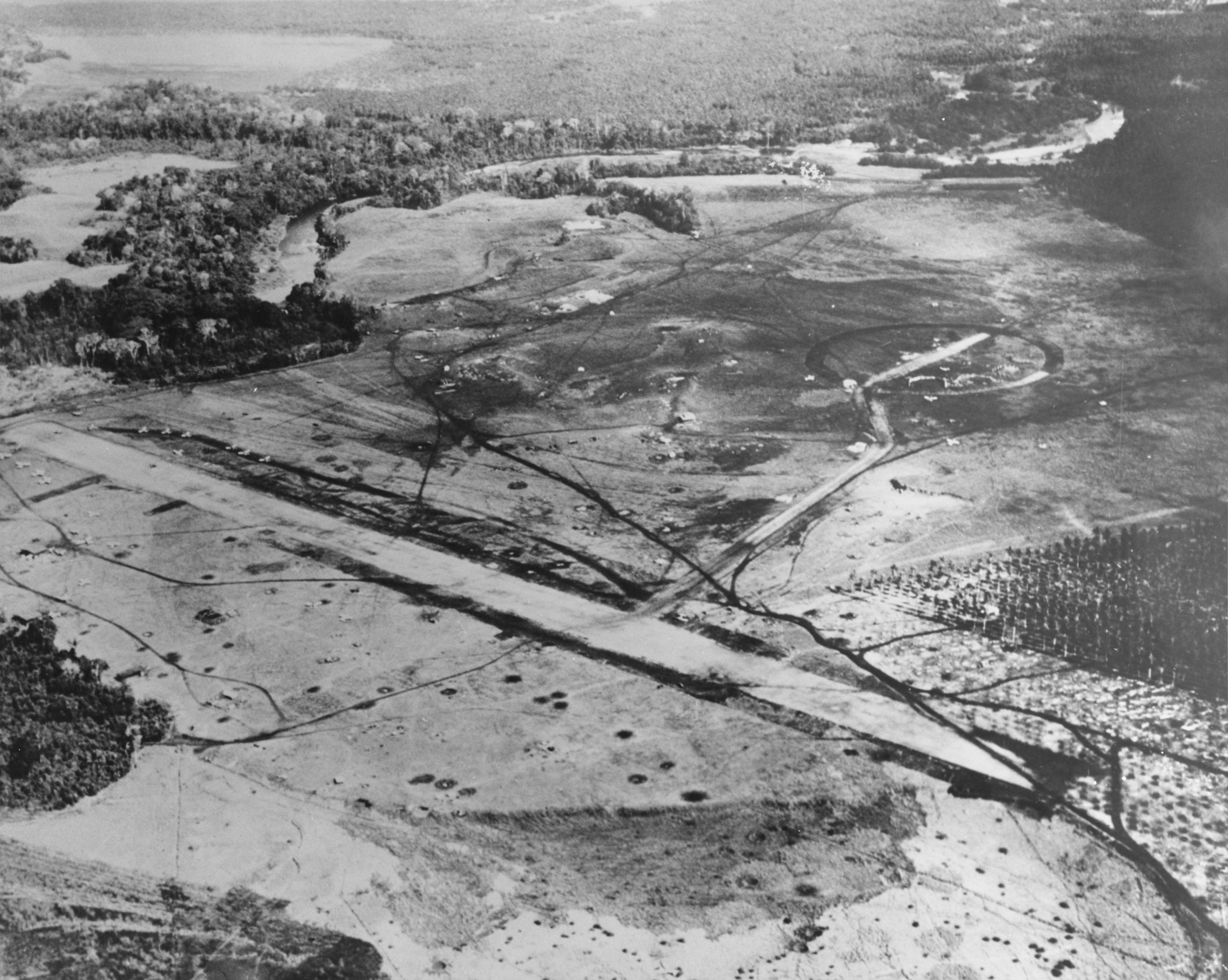
Хендерсон-Филд на Гуадалканале в конце августа 1942 года, вскоре после начала эксплуатации авиацией союзников

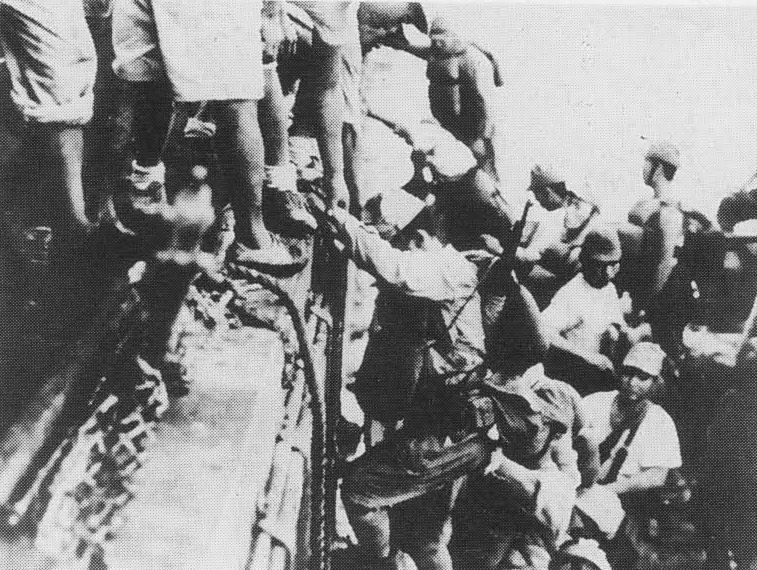
Японские солдаты грузятся на Токийский экспресс.

Из-за угрозы со стороны авиации CAF, базировавшейся на Хендерсон-Филд, японцы не могли использовать крупные медленные транспортные суда для доставки солдат и вооружения на остров. Вместо этого они использовали главным образом легкие крейсеры и эскадренные миноносцы 8-го японского флота под командованием Гунъити Микавы, которые обычно успевали сделать рейс через пролив Слот к Гуадалканалу и обратно за одну ночь, таким образом минимизируя угрозы воздушных атак. Однако таким способом было возможно доставлять только солдат без тяжёлого вооружения и припасов, в том числе без тяжелой артиллерии, автомобилей, достаточных запасов пищи, а только то, что солдаты могли унести на себе. Кроме того, эсминцы были нужны для охраны обычных конвоев. Эта скоростная доставка военными кораблями имела место в течение всей кампании на Гуадалканале и получила название «Токийский экспресс» у союзников и «Крысиная транспортировка» у японцев.
Первая попытка японцев отбить Хендерсон-Филд силами подразделения численностью 917 человек закончилось неудачей 21 августа в бою у реки Тенару. Следующая попытка была предпринята 12-14 сентября силами 6 000 солдат под командованием генерал-майора Киётакэ Кавагути, она закончилась поражением в битве за хребет Эдсона. После поражения на хребте Эдсона, Кавагути и его солдаты отошли на запад к реке Матаникау на Гуадалканале.
Хякутакэ немедленно начал готовить новое наступление на Хендерсон-Филд. Японский флот предложил поддержать следующее наступление путём доставки необходимых солдат, вооружений и продовольствия на остров, а также воздушными налётами на Хендерсон-Филд и отправкой военных кораблей для бомбардировки аэродрома.
В то время, когда японские войска перегруппировывались у Матаникау, американцы сосредоточились на укреплении позиций по периметру Лунга. 18 сентября американский морской конвой доставил 4 157 солдат 3-й Временной бригады морской пехоты (7-й полк морской пехоты США) на Гуадалканал. Эти подкрепления позволили Вандегрифту, начиная с 19 сентября, организовать непрерывную линию обороны по периметру Лунга.
Генерал Вандегрифт и его штаб были уверены, что солдаты Кавагути отступили на запад от реки Матаникау и многочисленные группы отставших солдат находятся на территории между периметром Лунга и рекой Матаникау. Поэтому Вандегрифт решил провести ряд операций небольшими подразделениями в районе реки Матаникау.

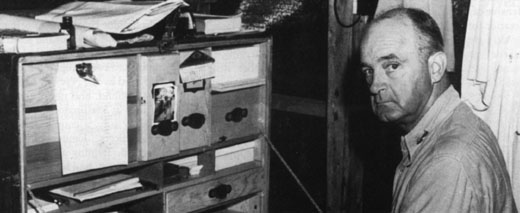
Генерал Вандегрифт в своей командирской палатке на Гуадалканале

Первая операция американской морской пехоты против японских войск к западу от Матаникау, проходившая 23-27 сентября 1942 года силами трёх батальонов, была отражена солдатами Кавагути под командованием полковника Акиносукэ Оки. Во второй операции 6-9 октября крупные силы морской пехоты успешно пересекли реку Матаникау, атаковали недавно прибывшие японские войска из 2-й (Сэндайской) пехотной дивизии под командованием генералов Масао Маруямы и Юмио Насу, и нанесли большой урон японскому 4-му пехотному полку. В результате второй операции японцы покинули свои позиции на восточном берегу Матаникау и отступили.
В то же самое время генерал-майор Миллард Ф. Хармон, командующий американской армией в Южной части Тихого океана, убедил вице-адмирала Роберта Л. Гормли, командующего силами Союзников в Южной части Тихого океана, что американская морская пехота на Гуадалканале нуждается в немедленных подкреплениях для успешной обороны острова от следующего японского наступления. В результате 13 октября морской конвой доставил 2 837 солдат из 164-го пехотного полка, подразделения Северная Дакота Национальной гвардии армии США, входившего в дивизию Америкал армии США, на Гуадалканал.
Корабли Микавы продолжали ночную морскую доставку солдат и снабжения на Гуадалканал. С 1 по 17 октября японские конвои доставили 15 000 солдат, включая остатки 2-й пехотной дивизии и один полк 38-й пехотной дивизии, а также артиллерию, танки, боеприпасы и продовольствие, на Гуадалканал. Один из рейсов, 9 октября, доставил на остров генерала Хякутакэ, который лично возглавил готовящееся наступление. Микава также отправлял тяжёлые крейсера несколько раз для бомбардировки Хендерсон-Филд. В ночь 11 октября одна из бомбардировочных миссий была прервана кораблями флота США, которые одержали победу в бою у мыса Эсперанс.

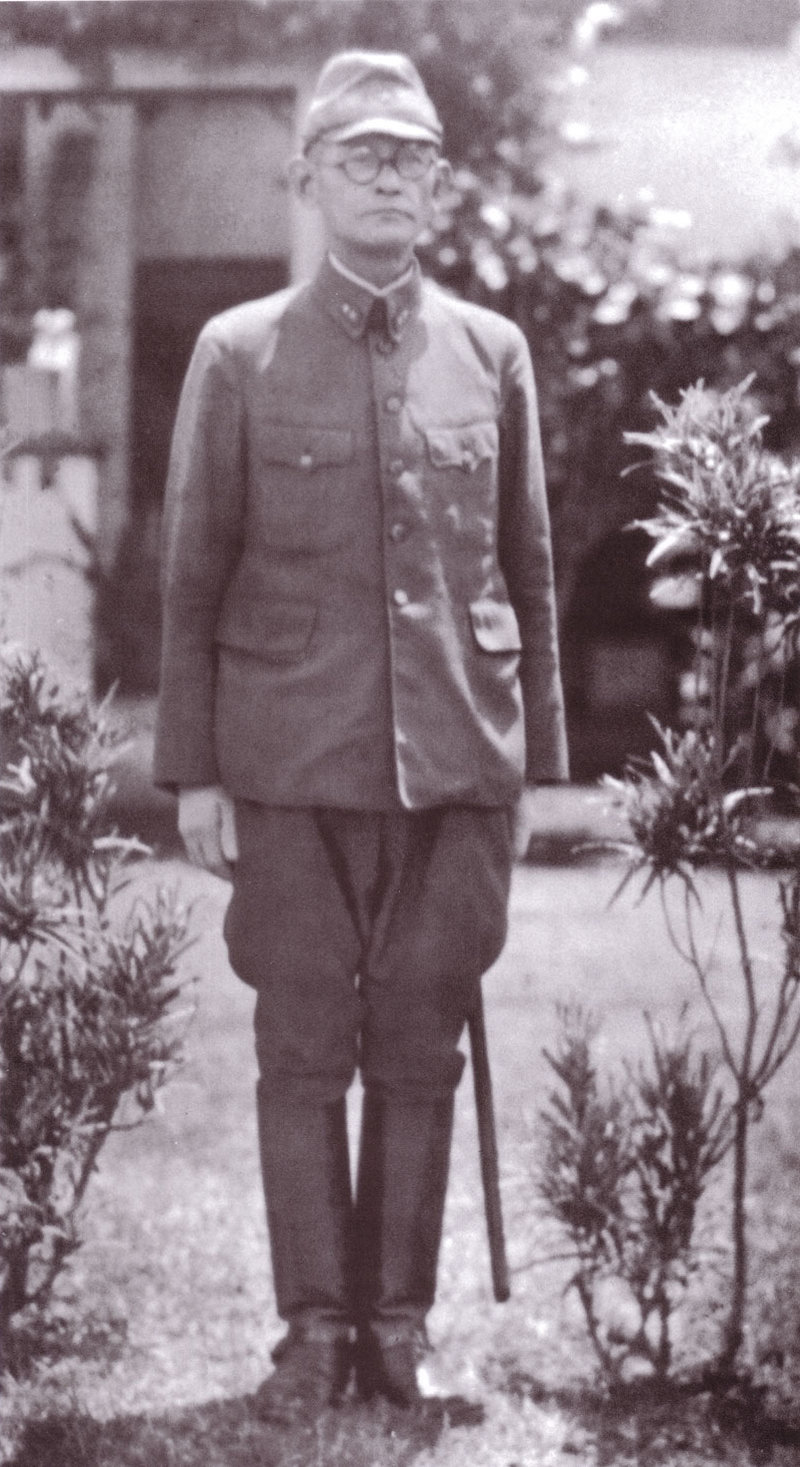
Японский генерал Харукити Хякутакэ перед своей штаб-квартирой в Рабауле перед отправкой на Гуадалканал

13 октября с приказом помочь защитить важный конвой снабжения на Гуадалканал, состоящий из шести медленных грузовых судов, командующий Объединённым флотом Исороку Ямамото отправил военные корабли с базы на островах Трук под командованием Такэо Куриты на бомбардировку Хендерсон-Филд. Эскадра Куриты состояла из линкоров Конго и Харуна под эскортом одного лёгкого крейсера и девяти эсминцев, которые прибыли к Гуадалканалу, не встретив сопротивления и открыли огонь по Хендерсон-Филд в 01:33 14 октября. За 1 час 23 минуты они выпустили 973 14-дюймовых (355-мм) снарядов по периметру Лунга, большая их часть попала в зону площадью 2 200 квадратных метров, где находился аэродром. Бомбардировка нанесла тяжёлые повреждения двум взлётно-посадочным полосам, уничтожила почти всё находившееся там авиационное топливо, уничтожила 48 из 90 самолётов ВВС Кактуса и убила 41 человека, в том числе шесть членов экипажей ВВС Кактуса.
Несмотря на большой урон, персонал авиабазы Хендерсон смог восстановить одну из полос до возможности её использования в течение нескольких часов. Через несколько последующих недель ВВС Кактуса постепенно восстановился, Союзники перебросили дополнительные самолёты, топливо и экипажи на Гуадалканал. Наблюдая за японской доставкой солдат и снабжения на остров, американские войска ожидали крупного японского наступления, но не знали где и когда это произойдёт.

### Переброска войск
В связи с потерей позиций на восточном берегу Матаникау японцы решили, что атаковать американские оборонительные позиции вдоль берега будет предельно сложно. Поэтому, после изучения американской обороны вокруг мыса Лунга офицерами его штаба, Хякутакэ решил, что главное направление запланированного удара будет к югу от Хендерсон-Филд. Его 2-я дивизия (укреплённая одним полком 38-й дивизии) под командованием генерал-лейтенанта Масао Маруямы, насчитывающая 7 000 солдат в трёх пехотных полках, состоявших их трёх батальонов каждый получила приказ перейти через джунгли и атаковать американские оборонительные позиции к югу недалеко от восточного берега реки Лунга. 2-я дивизия была разделена на три части; левое крыло под командованием генерал-майора Юмио Насу, состояло из 29-го пехотного полка, правое крыло под командованием генерал-майора Киётакэ Кавагути состояло из 230-го пехотного полка (из 38-й пехотной дивизии), и резерв под командованием Маруямы, состоявший из 16-го пехотного полка. Дата наступления была назначена на 22 октября. Чтобы отвлечь внимание американцев от запланированной атаки с юга, тяжёлая артиллерия Хякутакэ и пять батальонов пехоты (около 2 900 человек) под командованием генерал-майора Тадаси Сумиёси должны были атаковать американские позиции с западной стороны вдоль прибрежного коридора. Японцы полагали, что численность американских солдат составляет только 10 000, в то время как фактически их было около 23 000.
В то же самое время периметр Лунга защищали четыре американских полка, состоящие из 13 пехотных батальонов. 164-й пехотный полк защищал восточный сектор. За 164-м полком на юг и к западу через хребет Эдсона к реке Лунга занимал позиции 7-й полк морской пехоты. Прикрытие сектора к западу от Лунга до берега было поручено 1-му и 5-му полкам морской пехоты. Защиту устья Матаникау обеспечивали два батальона под командованием подполковника Уильяма Дж. МакКелви: 3-й батальон 1-го полка морской пехоты и 3-й батальон 7-го полка морской пехоты. Силы МакКелви были отделены от периметра Лунга брешью, которую прикрывали патрули.

## Ход сражения

### Перед битвой

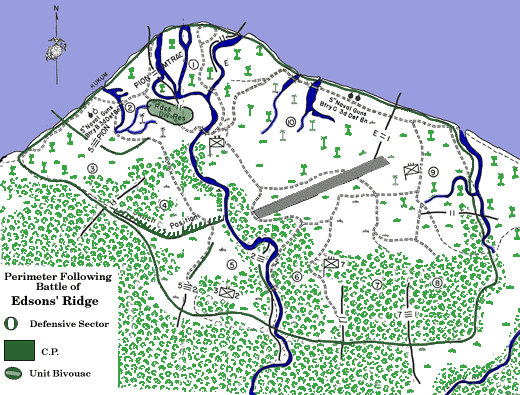
Периметр обороны Лунга вокруг аэродрома Хендерсон-Филд в конце сентября 1942 года перед прибытием американского 164-го пехотного полка. Река Лунга в центре карты. Река Матаникау на карте не изображена, находится слева за её пределами.

12 октября японская инженерная рота начала прокладывать тропу, получившую название «дорога Маруямы», от Матаникау к южной части периметра Лунга. Тропа проходила по участку длиной 15 миль (24 км) по наиболее труднопроходимой местности Гуадалканала, в том числе пересекая многочисленные реки и ручьи, глубокие, заполненные грязью ущелья, крутые горные хребты и густые джунгли. С 16 по 18 октября 2-я дивизия начала свой переход по дороге Маруямы, впереди шли подразделения Насу, за ним — Кавагути и Маруямы. Каждому солдату было приказано нести один артиллерийский снаряд, свой вещмешок и винтовку.
Ранним утром 20 октября Маруяма подошёл к реке Лунга. Полагая, что его войска находятся всего в 4 милях (6 км) к югу от аэродрома, он приказал подразделениям левого и правого крыла продвигаться параллельно друг другу к реке Лунга к северу к американским позициям и назначил время начала атаки на 18:00 22 октября. Однако Маруяма ошибся. Он и его солдаты в действительности были на расстоянии 8 миль (13 км) к югу от аэродрома. К вечеру 21 октября для Маруямы и его подразделений стало понятно, что они не успевают выйти на позиции на следующий день, поэтому начало наступления было перенесено на 23 октября, а солдаты были переведены на половинный рацион с целью сохранить стремительно уменьшающиеся запасы продовольствия. С наступлением сумерек 22 октября большая часть 2-й дивизии всё ещё продолжала идти по дороге Маруямы, сильно растянувшись, но Маруяма исключил возможность ещё одного переноса даты начала наступления.
В это время Сумиёси подготовил свои войска к наступлению на американские позиции с запада. 18 октября он начал обстрел Хендерсон-Филд 15-ю 150-мм гаубицами. Остатки 4-го пехотного полка под командованием полковника Номасу Накагумы начали открыто собираться у мыса мыса Крус (на берегу к западу от Матаникау). 19 октября полковник Акиносукэ Ока направил отряд в 1 200 солдат из своего 124-го пехотного полка форсировать Матаникау и начать движение по направлению к возвышенности на восточном берегу реки.
23 октября войска Маруямы продвигались через джунгли к американским позициям. Кавагути по своей инициативе начал перемещать своё правое крыло к востоку, полагая, что американская защита в этой зоне будет слабее. Маруяма через одного из офицеров своего штаба приказал Кавагути придерживаться первоначального плана наступления. После получения отказа Кавагути был отстранён от командования и заменён полковником Тосинари Сёдзи (англ. Toshinari Shoji), командиром 230-го пехотного полка. Вечером после получения информации, что силы правого и левого крыльев всё ещё находятся в пути к американским позициям, Хякутакэ отложил наступление на 19:00 24 октября. Американцы оставались в полном неведении о приближении сил Маруямы.
В этот день японский 11-й воздушный флот под командованием Дзюнъити Кусаки, базировавшийся в Рабауле, отправил 16 бомбардировщиков и 28 истребителей Zero для налёта на Хендерсон-Филд. Для отражения налёта 24 Wildcat и четыре P-39 ВВС Кактуса поднялись в воздух, в результате получилась «одна из крупнейших собачьих свалок за всё время битвы за Гуадалканал.» Японцы в бою потеряли несколько самолётов, но их реальные потери неизвестны. ВВС Кактуса потеряли один Wildcat, однако пилот спасся.

### Атака Накагумы у Матаникау
Сумиёси получил информацию от штаба Хякутакэ о переносе начала наступления на 24 октября, но не мог связаться с Накагумой, чтобы информировать его о задержке. Поэтому в темноте 23 октября два батальона 4-го пехотного полка Накагумы и девять танков 1-й отдельной танковой роты начали атаки на позиции морской пехоты в устье Матаникау.

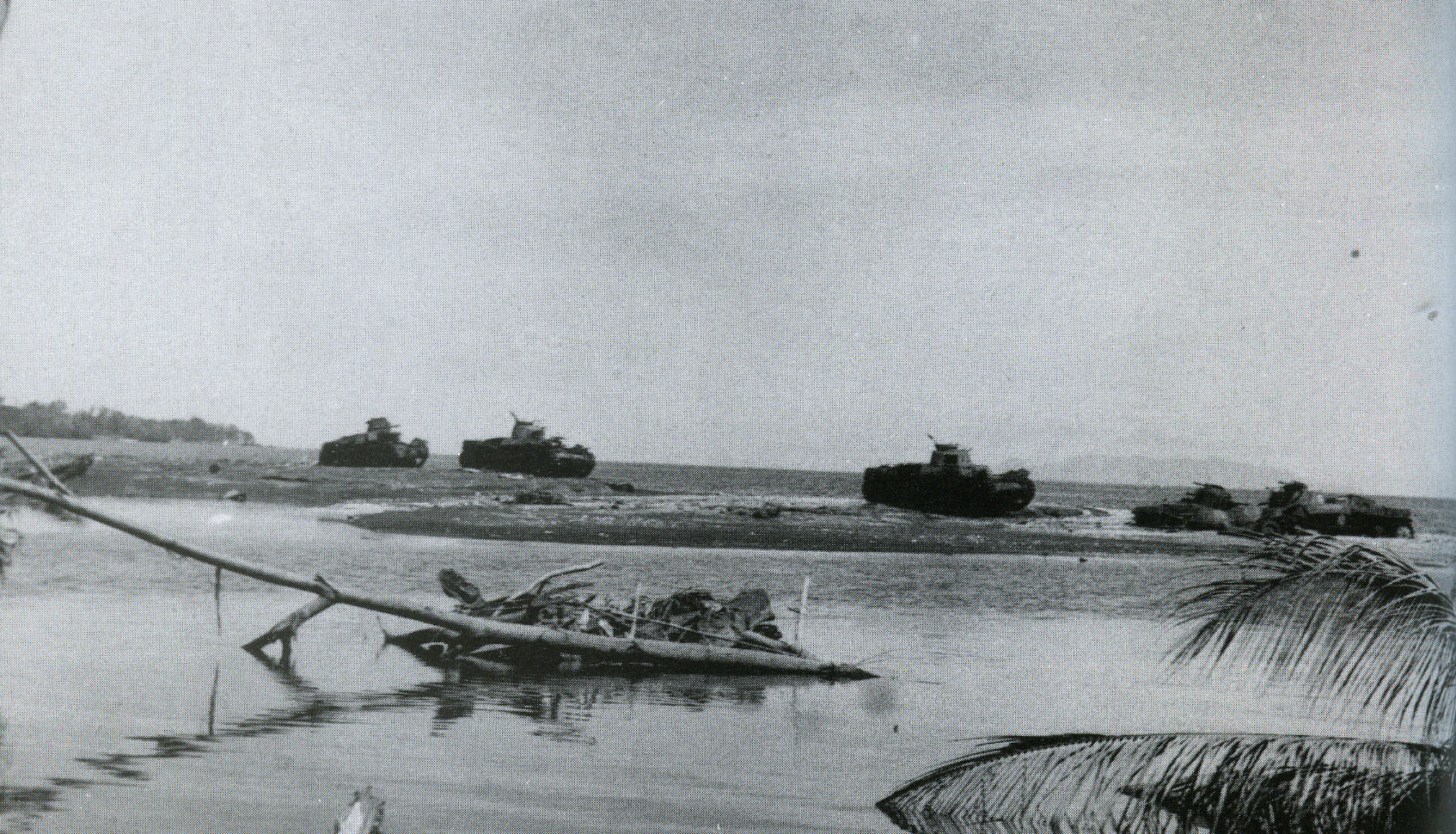
Уничтоженные японские танки 1-й отдельной танковой роты в устье Матаникау

Танки Накагумы атаковали попарно через песчаную косу в устье Матаникау под артиллерийским обстрелом. 37-мм противотанковые пушки морской пехоты и артиллерия быстро уничтожили все девять танков. В то же самое время четыре артиллерийских дивизиона морской пехоты, имеющих в наличии 40 гаубиц, сделали свыше 6 000 выстрелов по пространству между мысом Крус и Матаникау, что привело к большим жертвам в пехотных батальонах Накагумы, которые пытались достигнуть линий обороны морской пехоты. Атаки Накагумы безуспешно завершились в 01:15 24 октября, потери морской пехоты при этом были небольшими и она осталась на прежних оборонительных позициях.
Отчасти в ответ на атаку Накагумы 24 октября 2-й батальон 7-го полка морской пехоты под командованием подполковника Германа Ханнекена был развёрнут у Матаникау. После того, как силы Оки, подходившие к позициям морской пехоты у Матаникау с юга были обнаружены, батальон Ханнекена занял позиции на хребте по направлению к югу, сформировав протяжённую фланговую защиту подковообразных позиций морской пехоты у Матаникау. Брешь, тем не менее, оставалась между левым флангом Ханнекена (с востока) и основным периметром.

### Первые атаки Маруямы на оборонительный периметр американцев
После передислокации батальона Ханнекена 700 солдат 1-го батальона 7-го полка морской пехоты под командованием подполковника Чести Пуллера остался единственным, удерживающим линию длиной 2 500 ярдов (2 286 м) с южной стороны периметра Лунга к востоку от реки Лунга. Позднее 24 октября патрули морской пехоты обнаружили подходящие силы Маруямы, но было уже слишком поздно в этот день морской пехоте менять свои позиции.

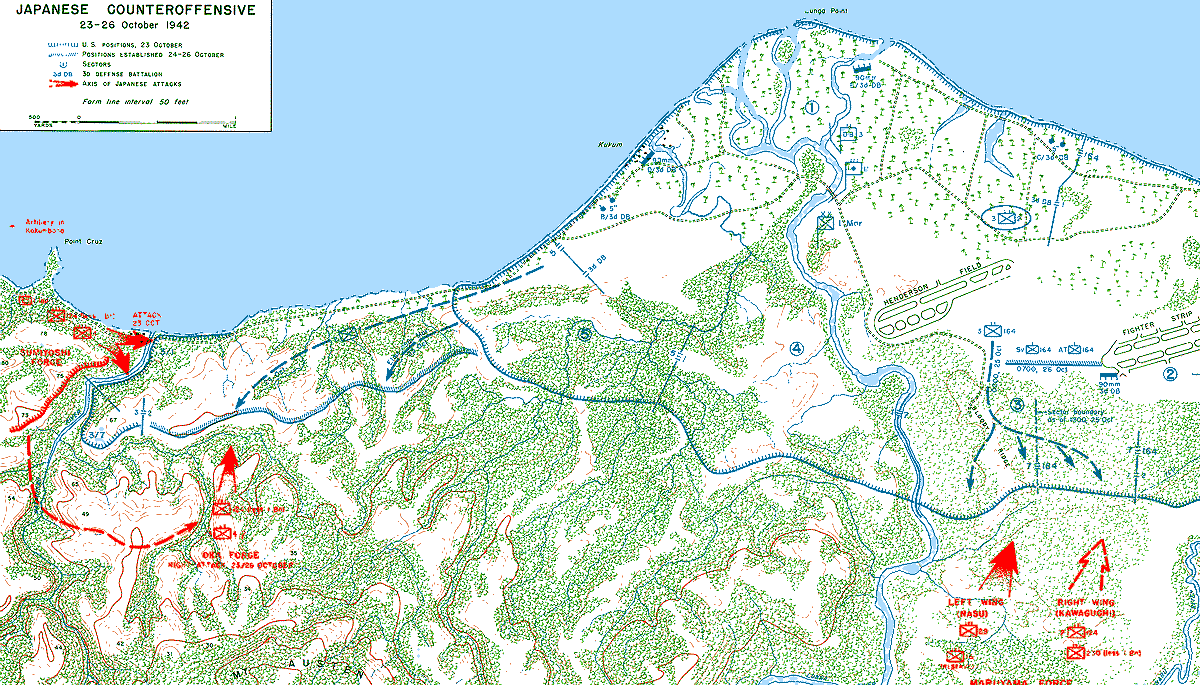
Карта сражения, 23-26 октября. Сумиёси и Ока наступают с запада у Матаникау (слева) в то время как 2-я дивизия Маруямы наступает на периметр Лунга с юга (справа)

В 14:00 24 октября подразделения левого и правого крыльев Маруямы начали занимать позиции для атаки. В войсках Маруямы оставалось очень мало артиллерии и миномётов для поддержки наступления, так как большую их часть тяжёлого вооружения пришлось бросить на дороге Маруямы. С 16:00 по 21:00 проливной дождь задерживал продвижение японских войск, в порядках которых образовался «хаос», а солдаты были изнурены длинным переходом через джунгли. Правое крыло Сёдзи случайно повернуло параллельно линиям морской пехоты, и все, кроме одного батальона, не смогли выйти к оборонительным позициям врага. 1-й батальон 230-го пехотного полка Сёдзи «натолкнулся» на линии Пуллера около 22:00 и был отброшен солдатами Пуллера. По неизвестным причинам подчинённые Маруямы впоследствии доложили Хякутакэ, что солдаты Сёдзи заняли Хендерсон-Филд. В 00:50 25 октября Хякутакэ об этом сообщил в Рабаул: «Незадолго до 23:00 Правое крыло захватило аэродром.»
Примерно в это самое время батальоны левого крыла Насу наконец добрались до оборонительных позиций морской пехоты. В 00:30 25 октября 11-я рота 3-го батальона Насу под командованием капитана Дзиро Кацуматы обнаружили и атаковали роту A батальона Пуллера. Атаке Кацуматы мешала колючая проволока, натянутая перед линией обороны морской пехоты, а затем плотный пулемётный, миномётный и артиллерийский огонь обороняющихся американцев. В 01:00 огонь морской пехоты уничтожил большую часть роты Кацуматы.
Немного западнее 9-я рота 3-го батальона Насу в 01:15 пошла прямо на позиции роты С Пуллера. Через пять минут пулемётчики морской пехоты под командованием сержанта Джона Бейзилона уничтожили почти всю 9-ю роту. В 01:25 плотный огонь дивизионной артиллерии морской пехоты обрушился на солдат Насу, рассыпанных и подходящих по дороге, нанеся тяжёлый ущерб.
Поняв, что главные японские силы ещё в пути, Пуллер запросил подкрепление. В 03:45 3-й батальон 164-го пехотного полка под командованием подполковника Роберта Холла, находившийся в резерве, был переброшен к линии Пуллера. Несмотря на темноту и непрекращающийся ливень, солдаты армии Национальной Гвардии США успешно добрались до позиций Пуллера до рассвета.
Перед восходом солнца полковник Масадзиро Фуримия, командир 29-го пехотного полка, с двумя ротами своего 3-го батальона и членами своего штаба смогли пройти сквозь артиллерийский огонь морской пехоты и достигнуть позиций Пуллера около 03:30. Большая часть солдат Фуримии погибла во время вылазки, но около 100 прорвались сквозь линию обороны американцев и создали клин 150 ярдов (137 м) шириной и 100 ярдов (91 м) глубиной в центре позиций Пуллера. После восхода солнца 2-й батальон Фуримии присоединился к наступлению на позиции Пуллера, но был отброшен. В 07:30 Насу решил отвести большую часть своих оставшихся солдат в джунгли и приготовиться к следующему наступлению на будущую ночь.
Днём 25 октября солдаты Пуллера атаковали и ликвидировали клин в своих линиях, а также отстреливали небольшие группы просочившихся японских солдат, убив 104 из них. Более 300 солдат Маруямы в общей сложности погибло в их первых атаках на периметр Лунга. В 04:30 Хякутакэ опроверг сообщение о захвате аэродрома, но в 07:00 объявил, что результаты наступления Маруямы неизвестны.

### Атаки с моря и с воздуха

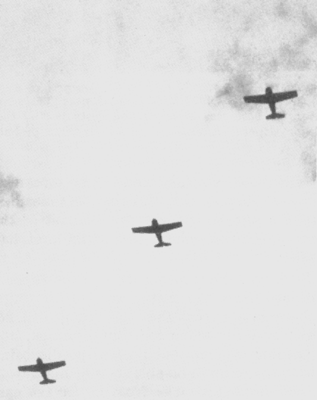
Истребители американской морской пехоты F4F Wildcat поднимаются с аэродрома Хендерсон-Филд для атаки японских сил

8-й японский флот держал соединения своих кораблей готовыми поддержать сухопутные атаки на Гуадалканале. После получения сообщения Хякутакэ об успехе операции в 00:50 24 октября флот был отозван. Лёгкий крейсер Сэндай и три эсминца патрулировали к западу от Гуадалканала с целью предотвращения приближения к острову любых кораблей Союзников. Первое ударное соединение из трёх эсминцев и Второе ударное соединение из Юра и пяти эсминцев прибыли к Гуадалканалу для нападения на любые суда Союзников у северного и восточного берегов, а также артиллерийской поддержки войск Хякутакэ.
В 10:14 Первое ударное соединение прибыло к мысу Лунга для охоты на два старых американских миноносца, переделанных в минные заградители, Зейн и Тревор, которые доставляли авиационное топливо на Хендерсон-Филд. Японские миноносцы обнаружили и затопили американский буксир Семинол и патрульный катер YP-284 до начала бомбардировки американских позиций вокруг мыса Лунга. В 10:53 береговая пушка морской пехоты попала и нанесла повреждения одному из эсминцев, Акацуки и все три японских эсминца отошли, обстрелянные четырьмя истребителями Wildcat ВВС Кактуса.
По прибытии Второго ударного соединения к Гуадалканалу через пролив Индиспенсейбл оно было атаковано пятью пикировщиками SBD Dauntless (SBD) с аэродрома Хендерсон-Филд. Бомбы нанесли тяжёлые повреждения крейсеру Юра, и соединение легло на обратный курс, пытаясь спастись. Последующие воздушные атаки крейсера Юра в течение дня привели к ещё большим повреждениям, и крейсер был покинут и затоплен в 21:00.
Тем временем 82 японских бомбардировщика и истребителя 11-го воздушного флота и авианосцев Дзюнъё и Хиё атаковали Хендерсон-Филд шестью волнами в течение дня и были встречены истребителями ВВС Кактуса и зенитным огнём морской пехоты. К концу дня японцы потеряли 11 истребителей, 2 бомбардировщика и один разведывательный самолёт вместе большей частью экипажей сбитых самолётов. Были сбиты также два истребителя ВВС Кактуса, но оба пилота были спасены. Японские авианалёты принесли лишь небольшие разрушения аэродрому Хендерсон-Филд и американской обороне. Позднее американцы назвали этот день «Блиндажное воскресенье» в связи с тем, что постоянные атаки с моря, воздуха и сухопутной артиллерии удерживали многих защитников периметра Лунга в их окопах и бомбоубежищах в течение всего дня.

### Последующие атаки Маруямы на оборонительный периметр
В течение дня 25 октября американцы передислоцировали и укрепили свои оборонительные позиции против японских атак, которые ожидались следующей ночью. С западной стороны Ханнекен и 5-й полк морской пехоты закрыли брешь между их двумя линиями. Вдоль южной части периметра солдаты Пуллера и Холла были передислоцированы и из позиции были упорядочены. Солдаты Пуллера укрепили западный сегмент сектора длиной 1 400 ярдов (1 280 м), а солдаты 164-го пехотного полка — восточный сегмент длиной 1 100 ярдов (1 006 м). Дивизионный резерв, 3-й батальон 2-го полка морской пехоты, был размещён прямо между позициями Холла и Пуллера.
Маруяма отправил свой резерв, 16-й пехотный полк, на помощь левому крылу Насу. Начиная с 20:00 25 октября и до раннего утра 26 октября 16-й полк и остатки других подразделений Насу проводили многочисленные, но безрезультатные фронтальные атаки позиций Пуллера и Холла. Винтовки, пулемёты, миномёты, артиллерия и огонь прямой наводкой картечью 37-мм противотанковых пушек «устроили ужасную резню» среди солдат Насу. Полковник Тосиро Хироясу, командовавший 16-м полком, и большая часть его штаба, а также четыре командира японских батальонов погибли в этих атаках. Насу был смертельно ранен ружейным огнём и умер через несколько часов. Несколько мелких групп солдат Насу прорвали американскую оборону, в том числе группа под командованием полковника Фуримии, но все они были выслежены и убиты в течение нескольких последующих дней. Подразделения правого крыла Сёдзи не приняли участия в атаках, предпочитая вместо этого занять позиции, прикрывающие правый фланг Насу от возможной атаки американцев, но эта угроза так никогда не материализовалась.

### Атака Оки

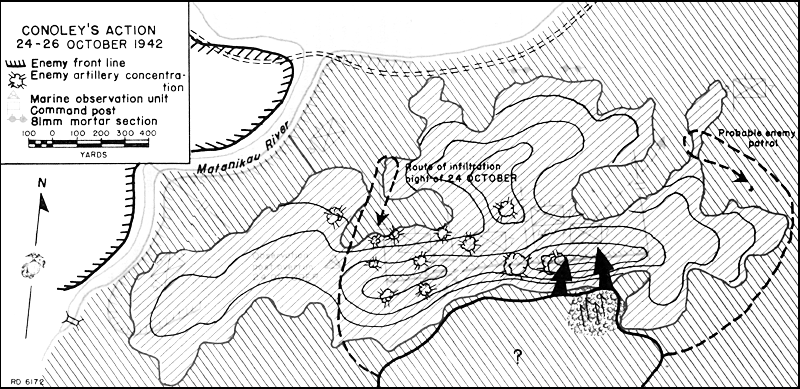
Карта атак Оки на хребет, который удерживал батальон Ханнекена

В 03:00 26 октября подразделение Оки наконец достигло и атаковало позиции морской пехоты у Матаникау. Солдаты Оки атаковали вдоль седловины хребта, протянувшейся с запада на восток, которую удерживал батальон Ханнекена, главным образом рота F, которая прикрывала край левого фланга позиций морской пехоты на хребте. Пулемёты роты F, которыми командовал Митчелл Пейдж, убили многих наступавших японцев, но японский огонь в конечном итоге убил или ранил почти всех пулемётчиков морской пехоты. В 05:00 3-й батальон 4-го пехотного полка Оки смог успешно подняться по склону хребта и сбросить оставшихся бойцов роты F с вершины.
В ответ на захват японцами части хребта, майор Оделл М. Коноли, офицер батальона Ханнекена, быстро собрал в контратаку группу из 17 человек, в которую вошли связисты, повар, музыкант и вспомогательный персонал. Случайно собранное подразделение Коноли присоединилось к частям роты G, роты C, и нескольким боеспособным солдатам роты F и атаковали японцев до того, как они смогли укрепиться на вершине хребта. В 06:00 силы Коноли сбросили японцев с хребта, успешно для американцев завершив атаку Оки. Морские пехотинцы насчитали 98 японских тел на хребте и ещё 200 в ущелье перед ним. Подразделение Ханнекена потеряло 14 человек убитыми и 32 ранеными.

## После битвы

### Отступление
В 08:00 26 октября Хякутакэ отменил наступление и приказал своим солдатам отступить. Солдаты Маруямы подобрали раненых товарищей у американских оборонительных позиций в ночь с 26 на 27 октября и начали отступать обратно в глубокие джунгли. Американцы собрали и захоронили или сожгли как можно быстрее тела 1 500 солдат Маруямы, которые остались лежать перед позициями Пуллера и Холла. По словам одного солдата армии США, участвовавшего в бою, Джон Е. Станнард, описывал сцену после боя: «Резня на поле боя выглядела так, что, возможно, только сражавшийся в ближнем бою пехотинец мог полностью осознать её и смотреть без ужаса. Один солдат, после прогулки между трупов японцев, сказал своему товарищу: 'Господи, что за вид. Мёртвые япошки тянутся от Коффин-Корнер [участок, защищаемый 164-м пехотным полком] вдоль края джунглей на полмили.'»

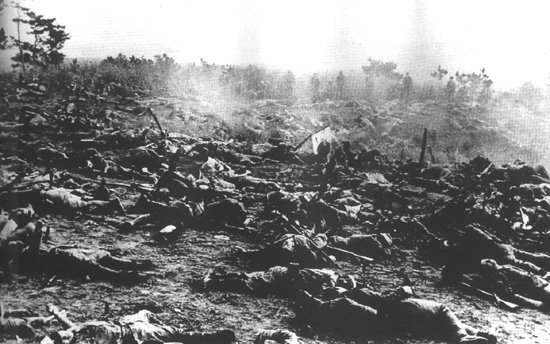
Мёртвые солдаты японских 16-го и 29-го пехотных полков разбросаны по полю боя после провала атак 25-26 октября

Выжившие из левого крыла Маруямы получили приказ отступить назад к территории к западу от реки Матаникау пока правое крыло Сёдзи было отправлено к мысу Коли, на восток от периметра Лунга. Левое крыло солдат, которое отходило без продовольствия несколькими днями ранее, начало отступление 27 октября. Во время отступления многие раненые японцы скончались и были похоронены вдоль дороги Маруямы. Один из солдат Маруямы, лейтенант Кэйдзиро Минэгиси, писал в своём дневнике, «Я и не думал, что придётся отступать по той же самой гористой тропе через джунгли, по которой мы шли ранее с таким энтузиазмом… мы не ели три дня и даже идти было сложно. Наверху холма моё тело качалось, почти неспособное идти. Я должен отдыхать каждые два метра.»
Первые подразделения 2-й дивизии дошли до штаб-квартиры 17-й армии в Кокумбоне к западу от Матаникау 4 ноября. В тот же день подразделение Сёдзи достигло мыса Коли и организовало лагерь. Таявшая от боевых потерь, ранений, недоедания и тропических болезней 2-я дивизия была неспособна к будущим наступательным операциям и вынуждена была держать оборону всю оставшуюся часть кампании. Позднее в ноябре американские войска выбили солдат с мыса Коли и заставили отправиться обратно к Кокумбоне, где отряд морской пехоты постоянно атаковал и создавал проблемы на протяжении всего пути. Только около 700 из первоначальной численности 3 000 человек подразделения Сёдзи вернулось к Кокумбоне.

### Бой у островов Санта-Крус
В то самое время, когда солдаты Хякутакэ наступали на периметр Лунга, японские авианосцы и другие крупные военные корабли под общим командованием Исороку Ямамото направились на позицию рядом с южными Соломоновыми островами. С этой позиции японский флот рассчитывал вступить в бой и нанести поражение флоту Союзников, в первую очередь авианосным соединениям, которые должны были также подойти в этот район с учётом начала сухопутного наступления Хякутакэ. Авианосные силы Союзников, теперь под командованием Уильяма Хэлси, который сменил Гормли, также рассчитывали встретиться в бою с японским флотом.
Два противостоящих друг другу авианосного соединения подошли близко друг к другу утром 26 октября, и началось сражение, вошедшее в историю как Бой у островов Санта-Крус. После обмена атаками самолётов с авианосцев корабли Союзников отошли с места сражения, потеряв один авианосец и имея после боя тяжело повреждённый другой. Японские авианосные силы также отошли в связи с большими потерями в самолётах и экипажах, а также тяжёлыми повреждениями двух авианосцев. Несмотря на тактическую победу Японии, самолёты которой нанесли больший урон американскому флоту, их потери оказались невосполнимыми, потеря их опытных экипажей дала долговременное стратегическое преимущество Союзникам, которые потеряли относительно меньше экипажей.

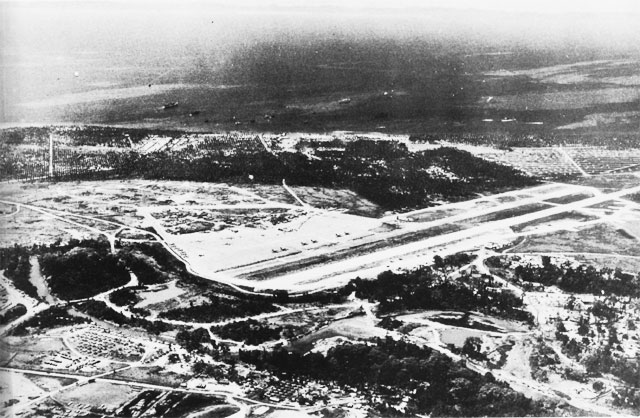
Хендерсон-Филд в августе 1944 года после превращения его в крупную авиабазу

### Последующие события
Несмотря на сокрушительное поражение японской армии при наступлении на периметр Лунга, японцы не отказались от борьбы за Гуадалканал. Японские армия и флот разработали план переброски оставшейся части 38-й дивизии на остров вместе с 51-й пехотной дивизией, и проведения новой наступательной операции на Хендерсон-Филд в ноябре 1942 года.
Японцы планировали снова провести бомбардировку Хендерсон-Филд крупными артиллерийскими кораблями, которая бы позволила провести конвой транспортных судов, доставляющий солдат 38-й дивизии и тяжёлое вооружение. Однако в этот раз американцы, сделав выводы из событий 14 октября, отправили эскадру на перехват кораблей Ямамото, отправленных с базы на островах Трук на бомбардировку аэродрома. Во время морского сражения за Гуадалканал 13-15 ноября, флот и авиация Союзников сорвали обе японские попытки бомбардировки Хендерсон-Филд и уничтожили большую часть транспортного конвоя, перевозившего 38-ю дивизию. После этой неудачи в доставке значительных сухопутных сил на остров японские командиры окончательно признали поражение в битве за Гуадалканал и эвакуировали большую часть сухопутного контингента с острова в первую неделю февраля 1943 года. Укрепив успех на Гуадалканале и ближайших островах, Союзники продолжили кампанию против Японии, в конечном счёте одержав победу во Второй мировой войне.

### Печатные издания
- Dull, Paul S. A Battle History of the Imperial Japanese Navy, 1941–1945 (англ.). — United States Naval Institute, 1978. — ISBN 0-87021-097-1.
- Frank, Richard[англ.]. Guadalcanal: The Definitive Account of the Landmark Battle (англ.). — New York: Random House, 1990. — ISBN 0-394-58875-4.
- Gilbert, Oscar E. Marine Tank Battles in the Pacific (неопр.). — Da Capo, 2001. — ISBN 1580970508.
- Griffith, Samuel B. The Battle for Guadalcanal (неопр.). — Champaign, Illinois, USA: University of Illinois Press, 1963. — ISBN 0-252-06891-2.
- Jersey, Stanley Coleman. Hell's Islands:  The Untold Story of Guadalcanal (англ.). — College Station, Texas: Texas A&M University Press[англ.], 2008. — ISBN 1-58544-616-5.
- Lundstrom, John B. First Team And the Guadalcanal Campaign: Naval Fighter Combat from August to November 1942 (англ.). — United States Naval Institute, 2005 (New edition). — ISBN 1-59114-472-8.
- Miller, Thomas G. Cactus Air Force (неопр.). — Admiral Nimitz Foundation, 1969. — ISBN 0-934841-17-9.
- Morison, Samuel Eliot. The Struggle for Guadalcanal, August 1942 – February 1943, vol. 5 of History of United States Naval Operations in World War II[англ.] (англ.). — Boston: Little, Brown and Company, 1958. — ISBN 0-316-58305-7.
- Rottman, Gordon L.; Dr. Duncan Anderson (consultant editor). US Marine Corps Pacific Theatre of Operations 1941–43 (англ.). — Oxford: Osprey, 2004. — ISBN 1-84176-518-X.
- Rottman, Gordon L.; Dr. Duncan Anderson (consultant editor). Japanese Army in World War II:  The South Pacific and New Guinea, 1942–43 (англ.). — Oxford and New York: Osprey, 2005. — ISBN 1-84176-870-7.
- Smith, Michael T. Bloody Ridge: The Battle That Saved Guadalcanal (англ.). — New York: Pocket, 2000. — ISBN 0-7434-6321-8.

### Интернет-публикации
- Anderson, Charles R. Guadalcanal (неопр.). — en:United States Army Center of Military History, 1993. — (The U.S. Army Campaigns of World War II).
- Cagney, James. The Battle for Guadalcanal (javascript). HistoryAnimated.com (2005). Дата обращения: 17 мая 2006. Архивировано 26 мая 2012 года. — Интерактивная карта сражения
- Chen, C. Peter. Guadalcanal Campaign. World War II Database (2004–2006). Дата обращения: 17 мая 2006. Архивировано 26 мая 2012 года.
- Flahavin, Peter. Guadalcanal Battle Sites, 1942–2004 (2004). Дата обращения: 2 августа 2006. Архивировано 26 мая 2012 года. — Фотографии мест сражений на Гуадалканале в 1942 году и в наши дни.
- Hackett, Bob; Sander Kingsepp.: . HIJMS Yura: Tabular Record of Movement. Imperial Japanese Navy Page (CombinedFleet.com). Дата обращения: 14 июня 2006. Архивировано 1 июля 2012 года.
- Hough, Frank O.; Ludwig, Verle E., and Shaw, Henry I., Jr.: . Pearl Harbor to Guadalcanal. History of U.S. Marine Corps Operations in World War II. Дата обращения: 16 мая 2006. Архивировано 20 августа 2011 года.
- Miller, John Jr. Guadalcanal:  The First Offensive (неопр.). — Washington, D.C.: en:United States Army Center of Military History. — (United States Army in World War II).
- Shaw, Henry I. First Offensive:  The Marine Campaign For Guadalcanal. Marines in World War II Commemorative Series (1992). Дата обращения: 25 июля 2006. Архивировано 19 февраля 2012 года.
- Zimmerman, John L. The Guadalcanal Campaign. Marines in World War II Historical Monograph (1949). Дата обращения: 4 июля 2006. Архивировано 19 февраля 2012 года.